# John Galsworthy
John Galsworthy (Kingston Hill (Surrey), 14 augustus 1867 - Londen, 31 januari 1933) was een Brits schrijver van romans, verhalen en toneelstukken, waarin hij zich kritisch met het Engelse maatschappelijke leven bezighield. Zijn bekendste werk is de romancyclus The Forsyte Saga (1922). In 1932 won hij de Nobelprijs voor Literatuur. Galsworthy is ook een van de oprichters en de eerste voorzitter van International PEN, een internationale organisatie die zich inzet voor de vrijheid van meningsuiting.
Galsworthy  werd opgeleid in Harrow en New College te Oxford. Vanaf 1890 kon hij als advocaat aan de slag, maar hij verkoos zich voortaan te wijden aan de literatuur. Zijn vroegste roman, Jocelyn, verscheen in 1898, maar pas met The Island Pharisees (1904) en The Man of Property (1906) kwam hij echt in de belangstelling. Dat laatste boek was meteen de start van een nieuwe reeks, bekend als The Forsyte Saga, waarvoor Galsworthy nu voornamelijk herinnerd wordt. Nadien volgden The Country House (1907), Fraternity (1908); The Patrician (1910); The Dark Flower (1913); The Freelands (1915); Saint's Progress (1919); In Chancery (1920); To Let (1921). Daarnaast schreef hij ook essays en korte verhalen. Ondertussen verwierf hij ook een aanzienlijke reputatie als schrijver van realistisch drama met een sterk emotionele lading door toneelstukken als The Silver Box (1906), Joy (1907), Strife (1909) en Justice (1910). Tot zijn latere stukken behoren onder meer The Pigeon (1912), The Eldest Son (1912); The Fugitive (1913) en The Skin Game (1920). 
De laatste zeven jaar van zijn leven woonde John Galsworthy in Bury in West Sussex. Hij stierf aan een hersentumor in zijn Londens huis in Grove Lodge, Hampstead. Na zijn dood zorgde de succesvolle adaptatie uit 1967 van The Forsyte Saga ervoor dat zijn werk opnieuw in de belangstelling kwam. In de serie zit de reeds eerder genoemde roman The Man of Property (1906), gevolgd door Indian Summer of a Forsyte (1918, met vijf verhalen), In Chancery (1920), Awakening (1920), en To Let (1921).

### Romans
- The Island Pharisees (1904)
- Forsyte Saga (1922), trilogie bestaande uit:
  - The Man of Property (1906)
  - In Chancery (1920)
  - To Let (1921)
- A Modern Comedy (1929), vervolg op de Forsyte Saga, trilogie bestaande uit:
  - The White Monkey (1924)
  - The Silver Spoon (1926)
  - Swan Song (1928)

### Toneelstukken
- The Silver Box (1906)
- Strife (1909)
- Justice (1910/1)
- Loyalties (1922)
- Windows (1922)
- The Sun (1922)

### Over John Galsworthy
- Bakker, Nel, John Galsworthy, Hasselt: Heideland 1964
- Dupré, C., John Galsworthy: A Biography, Londen 1976
- Schalit, Leon, John Galsworthy: Der Mensch und sein Werk, Berlijn 1928
- Vegesack, Thomas von, PEN - poets, essayists, novelists, in: De intellectuelen: Een geschiedenis van het literaire engagement 1898-1968, Amsterdam 1989

- Bibsys: 90068192
- Biblioteca Nacional de Chile: 000317252
- Biblioteca Nacional de España: XX874970
- Bibliothèque nationale de France: cb12032183b (data)
- Catàleg d'autoritats de noms i títols de Catalunya: 981058513501406706
- CiNii: DA00927584
- Gemeinsame Normdatei: 118689371
- International Standard Name Identifier: 0000 0003 6848 995X
- KulturNav: 35cba954-61d4-46d3-9921-847800041195
- Library of Congress Control Number: n79041972
- Nationale Bibliotheek van Letland: 000011763
- MusicBrainz: a9bf5a49-36b6-4887-b2b9-35bdb48c65ef
- Bibliotheek van het Japanse parlement: 00440466
- Nationale Bibliotheek van Tsjechië: jn19990002542
- Nationale bibliotheek van Australië: 35110747
- Nationale Bibliotheek van Israël: 987007261570605171
- Nationale Bibliotheek van Polen: a0000001201551
- Nationale en Universitaire bibliotheek Zagreb: 000014646
- Nederlandse Thesaurus van Auteursnamen: 068381042
- Russische Staatsbibliotheek: 000083120
- Istituto Centrale per il Catalogo Unico: RAVV011694
- LIBRIS: 187899
- SNAC: w6th8m55
- Système universitaire de documentation: 028497813
- Trove: 829733
- Virtual International Authority File: 61561917
- WorldCat: E39PBJxWQvW3TFhCp9bcV3xdQq

1901: Prudhomme ·
1902: Mommsen ·
1903: Bjørnson ·
1904: Mistral, Echegaray ·
1905: Sienkiewicz ·
1906: Carducci ·
1907: Kipling ·
1908: Eucken ·
1909: Lagerlöf ·
1910: Heyse ·
1911: Maeterlinck ·
1912: Hauptmann ·
1913: Tagore ·
1915: Rolland ·
1916: Heidenstam ·
1917: Gjellerup, Pontoppidan ·
1919: Spitteler ·
1920: Hamsun ·
1921: France ·
1922: Benavente ·
1923: Yeats ·
1924: Reymont ·
1925: Shaw ·
1926: Deledda ·
1927: Bergson ·
1928: Undset ·
1929: Mann ·
1930: Lewis ·
1931: Karlfeldt ·
1932: Galsworthy ·
1933: Boenin ·
1934: Pirandello ·
1936: O'Neill ·
1937: Gard ·
1938: Buck ·
1939: Sillanpää ·
1944: Jensen ·
1945: Mistral ·
1946: Hesse ·
1947: Gide ·
1948: Eliot ·
1949: Faulkner ·
1950: Russell ·
1951: Lagerkvist ·
1952: Mauriac ·
1953: Churchill ·
1954: Hemingway ·
1955: Laxness ·
1956: Jiménez ·
1957: Camus ·
1958: Pasternak ·
1959: Quasimodo ·
1960: Perse ·
1961: Andrić ·
1962: Steinbeck ·
1963: Seferis ·
1964: Sartre (geweigerd) ·
1965: Sjolochov ·
1966: Agnon, Sachs ·
1967: Asturias ·
1968: Kawabata ·
1969: Beckett ·
1970: Solzjenitsyn ·
1971: Neruda ·
1972: Böll ·
1973: White ·
1974: Johnson, Martinson ·
1975: Montale ·
1976: Bellow ·
1977: Aleixandre ·
1978: Singer ·
1979: Elýtis ·
1980: Miłosz ·
1981: Canetti ·
1982: García Márquez ·
1983: Golding ·
1984: Seifert ·
1985: Simon ·
1986: Soyinka ·
1987: Brodsky ·
1988: Mahfoez ·
1989: Cela ·
1990: Paz ·
1991: Gordimer ·
1992: Walcott ·
1993: Morrison ·
1994: Oë ·
1995: Heaney ·
1996: Szymborska ·
1997: Fo ·
1998: Saramago ·
1999: Grass ·
2000: Gao ·
2001: Naipaul ·
2002: Kertész ·
2003: Coetzee ·
2004: Jelinek ·
2005: Pinter ·
2006: Pamuk ·
2007: Lessing ·
2008: Le Clézio ·
2009: Müller ·
2010: Vargas Llosa ·
2011: Tranströmer ·
2012: Mo ·
2013: Munro ·
2014: Modiano ·
2015: Aleksijevitsj ·
2016: Dylan ·
2017: Ishiguro ·
2018: Tokarczuk ·
2019: Handke ·
2020: Glück ·
2021: Gurnah ·
2022: Ernaux ·
2023: Fosse ·
2024: Kang ·